# فلکس‌بوک
فلکس‌بوک یا کتاب منعطف (FlexBook) یک پلت‌فرم کتاب تألیفی درسی است که توسط بنیاد CK-12 ارائه شده است. در سال ۲۰۰۸ فلکسبوک هزینه‌های کتاب‌های درسی را در بازار CK-12 در ایالات متحده آمریکا و سراسر جهان کاهش داد. فلکسبوک از ترکیب دو واژه "flexibility" (انعطاف‌پذیری) و "textbook" (کتاب درسی) تشکیل شده است. یک فلکسبوک به کاربران اجازه می‌دهد تا براساس اهداف آموزشی جدید محتواهای آموزشی را در ماژول‌های مختلف تولید کرده و سفارش دهند. فلکسبوک می‌تواند در حالی که به استانداردهای محلی آموزش و پرورش بپیوندد، مطابق با سبک یادگیری فراگیران، منطقه، زبان، یا سطح مهارت ایشان طراحی شود.

## امکانات
فلکسبوک به منظور غلبه بر یکسری از محدودیت‌های کتاب‌های درسی سنتی طراحی شده است. هر فردی اعم از معلمان، دانش آموزان و والدین می‌توانند یک فلکسبوک پیکربندی و ایجاد نمایند.
برخی از امکانات فلکس‌بوک عبارتند از:
- دارای مدل مشارکتی تحت وب است، از این رو، کاربر می‌تواند به راحتی اقدام به ویرایش محتوا و تولید کتاب درسی سفارشی نماید.[۳]
- دارای منابع آموزشی با دسترسی آزاد (OER) که به کاربر اجازه می‌دهد تا به آسانی محتواهای درسی را با یکدیگر ادغام نماید.
- قابل دسترس در فرمت‌های pdf, HTML, ePub (برای iPad) و AZW (برای Kindle)

## صدور مجوز
هر فلکسبوک بنیاد CK-12 دارای گواهینامه Commons Attribution-Non-Commercial 3.0 (CC BY-NC 3.0) است که به پدیدآور و کاربر این اجازه را می‌دهد تا به اشتراک اطلاعات بپردازد (به طور مثال حق کپی، توزیع و انتقال اثر)، همچنین حق ادغام محتوا (به عنوان مثال حق تلفیق اثر) را به ایشان می‌دهد. با این حال شرایط مجوز و غیرتجاری بودن آن اعمال می‌شود.